# Lijst van voetbalinterlands Bolivia - Duitsland
Deze lijst van voetbalinterlands is een overzicht van alle officiële voetbalwedstrijden tussen de nationale teams van Bolivia en Duitsland. De landen speelden tot op heden een keer tegen elkaar: de openingswedstrijd van het Wereldkampioenschap voetbal 1994, gespeeld op 17 juni 1994 in Chicago (Verenigde Staten).

## Wedstrijden
| № | Plaats  | Datum        | Competitie | Wedstrijd           | Uitslag |
| - | ------- | ------------ | ---------- | ------------------- | ------- |
| 1 | Chicago | 17 juni 1994 | WK 1994    | Duitsland – Bolivia | 1 – 0   |

## Samenvatting
| Competitie   | Totaal gespeeld | Winst Bolivia | Gelijk | Winst Duitsland | Doelsaldo Bolivia – Duitsland |
| ------------ | --------------- | ------------- | ------ | --------------- | ----------------------------- |
| WK-eindronde | 1               | 0             | 0      | 1               | 0 − 1                         |
| Totaal       | 1               | 0             | 0      | 1               | 0 – 1                         |

Wedstrijden bepaald door strafschoppen worden, in lijn met de FIFA, als een gelijkspel gerekend.

## Details

### Eerste ontmoeting
| WK 1994 (Chicago, Verenigde Staten, 17 juni 1994): |              | |
| Duitsland | 1 – 0        | Bolivia |
| Jürgen Klinsmann 60' | goals        | |
| Berti Vogts | bondscoach   | Xabier Azkargorta |
| Bodo Illgner Jürgen Kohler Lothar Matthäus Thomas Berthold Andreas Brehme Thomas Häßler 83' Stefan Effenberg Matthias Sammer Andreas Möller Karl-Heinz Riedle 61' Jürgen Klinsmann | opstellingen | Carlos Trucco Carlos Borja Gustavo Quinteros Miguel Rimba Marco Sandy Luis Cristaldo Vladimir Soria José Milton Melgar Erwin Sánchez 66' Julio César Baldivieso 79' Luis Ramallo |
| Mario Basler 61' Thomas Strunz 83' | wissels      | 66' Jaime Moreno 79' Marco Etcheverry |
| Jürgen Kohler 6' Andreas Möller 54' | gele kaarten | 30' Vladimir Soria 39' Julio César Baldivieso 66' Carlos Borja 89' Gustavo Quinteros                                                                                             |
| | rode kaarten | 84' Marco Etcheverry |